# Ismena (córka Edypa)
Ismena, rzadziej Ismene (stgr. Ἰσμήνη Ismḗnē, łac. Ismēnē) – w mitologii greckiej królewna tebańska.
Uchodziła za córkę Edypa i Jokasty. Była siostrą Antygony, Polinika i Eteoklesa. Nie sprzeciwiła się rozkazom Kreona. Bała się pomóc Antygonie pochować brata, Polinika, po jego śmierci w bratobójczym pojedynku z Eteoklesem. Została zabita przez Tydeusa.